# ويلسون سانتشيز ليال
ويلسون سانتشيز ليال هو لاعب كرة قدم برتغالي في مركز الوسط، ولد في 15 أبريل 1985 في سيتوبال في البرتغال. لعب مع نادي تشيربورغ ونادي كان ونادي كريتيل.

## وصلات خارجية
- ويلسون سانتشيز ليال على موقع قاعدة بيانات كرة القدم.إي يو (الإنجليزية)
- ويلسون سانتشيز ليال على موقع Soccerway.com (الإنجليزية)